# Chaker al-Absi
Chaker al-Absi, né en 1955 à Jéricho, mort en Syrie en 2008, est un militaire palestinien, membre du Fatah, puis de l'armée libyenne, et enfin chef du groupe islamiste Fatah al-Islam.

## Biographie
Chaker al-Absi passe son enfance dans le camp d'Ain Al-Sultan, près de Jéricho, en Palestine. En 1967, lors de la Guerre des Six Jours, alors qu'il est âgé de 12 ans, Chaker al-Absi s'enfuit avec sa famille vers la Jordanie. Il vit ensuite dans le camp de Wehdat, à Amman. 
En 1973, il quitte la Jordanie et adhère au Fatah. Cette année-là, il obtient du Fatah une bourse d'études en médecine en Tunisie, mais il préfère reprendre la lutte armée et retourne en Jordanie au bout d'un an. Selon son souhait, le Fatah l'envoie alors étudier dans une académie d'aviation militaire en Libye, où il suit une formation d'au moins trois ans. Il obtient le grade de lieutenant aviateur de guerre en 1976. 
Chaker Al-Absi suit plusieurs stages de pilotage de Mig 21 et 22 en Allemagne de l'Est, en Yougoslavie, en URSS et en Hongrie. 
Il se serait ensuite rendu au Nicaragua, au moment de la Révolution sandiniste. En 1980 il passe quatre ou cinq mois au Nicaragua où il aide à former les forces aériennes sandiniste d’Ortega. 
Il gagne le Liban en 1982 et prend part au siège de Beyrouth. Il se rend ensuite au Yémen du Nord, où il devient instructeur pour pilotes de chasse. Mais à cette période, des troubles internes agitent le Fatah. Chaker al-Absi estime notamment que le mouvement est basé trop loin de la Palestine et reproche à plusieurs de ses dirigeants d'être corrompus. En 1983, il rejoint le Fatah al-Intifada, né d'un scission du Fatah. Le nouveau mouvement est basé au camp de Al-Hajar al-Aswad, dans la banlieue de Damas. 
Il se porte ensuite volontaire dans l'armée libyenne pour participer au guerre tchado-libyenne. Il devient colonel d'aviation. Après le conflit, il s'installe à Tripoli. Mais en 1995, après les Accords d'Oslo, Mouammar Kadhafi décide d'expulser les Palestiniens. Bien qu'ayant obtenu la nationalité libyenne, et n'étant pas concerné par cette mesure, Chaker al-Absi décide de quitter la Libye et regagne la Syrie. Il effectue alors de nombreux allers-retours entre le Liban et Damas.
De retour dans la région moyen-orientale, Al Abssi aurait été contacté par Yasser Arafat lui-même : ce dernier lui aurait offert le poste de commandant des forces aériennes de la toute nouvelle Autorité palestinienne. Chaker refuse, réfutant catégoriquement les accords d’Oslo. Il s’installe dans le quartier de Hadjar Al Asouad, près du camp de réfugiés palestiniens de Yarmouk dans la banlieue de la capitale syrienne.
À cette période, Chaker al-Absi commence à se tourner de plus en plus vers la religion. Séduit par les thèses islamistes, son pèlerinage à La Mecque en 2000. il est soupçonné par la justice jordanienne d'avoir participé au meurtre d'un diplomate américain, Laurence Foley (en) en poste à Amman (Jordanie) en octobre 2002 et est condamné à mort en 2003. Son nom est cité, dans cette affaire, avec celui d'Abou Moussab al-Zarqaoui, l'ancien chef d'Al-Qaïda en Irak, tué en juin 2006 au cours d'un raid américain.
Mais Chaker al Abssi est déjà en prison depuis septembre 2002, les autorités syriennes l’accusant de trafic d’armes, sans préciser les tenants et les aboutissants de ce trafic. Il restera en prison jusqu’en février 2005. 
Il s'installe au Liban à l'automne 2006 après avoir été expulsé de Syrie. Il annonce la création du Fatah al-Islam le 26 novembre 2006 dans un communiqué.
Chaker al-Absi est apparemment parvenu à fuir le camp de Nahr el-Bared, tombé le 2 septembre 2007 après 3 mois de combats contre l'armée libanaise. Le 10 septembre le procureur de la République libanaise annonça que les tests ADN réalisés sur la dépouille présumée de Chaker Al-Abssi se sont révélés négatifs, tandis qu'un combattant yéménite du mouvement islamiste radical indiquait avoir fui le camp avec lui.
Après 3 mois de silence, un site intégriste islamiste a révélé le 8 janvier 2008 un enregistrement soi-disant de la voix de Chaker al-Absi, dans lequel il a menacé de nouvelles attaques contre le Liban et son armée.
Le frère de Chaker al Absi, Abderazak témoigne à l'AFP « Nous avons été éduqués dans la religion, mais comme tout le monde, Chaker s’est tourné vers l’Islam radical par frustration. (...) Après 60 années d’occupation de la Palestine, que s’est-il passé ? Rien. Les Palestiniens ont essayé de nombreuses voies pour tenter de libérer leur terre : patriotique, nationaliste, marxiste-léniniste et qu’ont-ils obtenu ? Rien, sinon une immense frustration. Mon frère est l’un d’eux. »

## Mort
Le 9 décembre 2008, le Fatah al-Islam annonce que son leader, Chaker al-Absi, est présumé « capturé » ou « mort » en Syrie, alors qu'il s'apprêtait à contacter des responsables de l'insurrection irakienne. Abou Mohammed Awad lui succède à la tête du groupe. Celui-ci est tué par l'armée libanaise à Chtoura, dans la plaine orientale de la Bekaa, le 14 août 2010, en compagnie d'un certain Abou Bakr considéré comme le chef militaire de Fath al-Islam.